# Храм Августа і Лівії (Рим)
Храм божественних Августа і Лівії (лат. templum divi Augusti et divae Augustae) — сакральна споруда, зведена на честь першого римського імператора Августа, культ якого був поширений в Римській імперії, та його дружини Лівії Августи. Не зберігся. Точне місце розташування остаточно не визначене. Імовірно, храм стояв східніше від церкви Святої Марії в Римі.

## Історія храму
Храм почав будувати Тиберій і завершив Калігула у І сторіччі н.е. Клавдій, онук Лівії Августи, який оголосив свою бабусю божеством, встановив усередині храму статуї Августа і Лівії. Тиберій помістив там картину догрецького божества рослинності Гіацинта роботи Нікія Афінського.
79 року під час пожежі храм згорів. Відновлений Доміціаном. Значну перебудову провів Антонін Пій.
Остання згадка про храм датується 248 роком.

## Храм на римських монетах

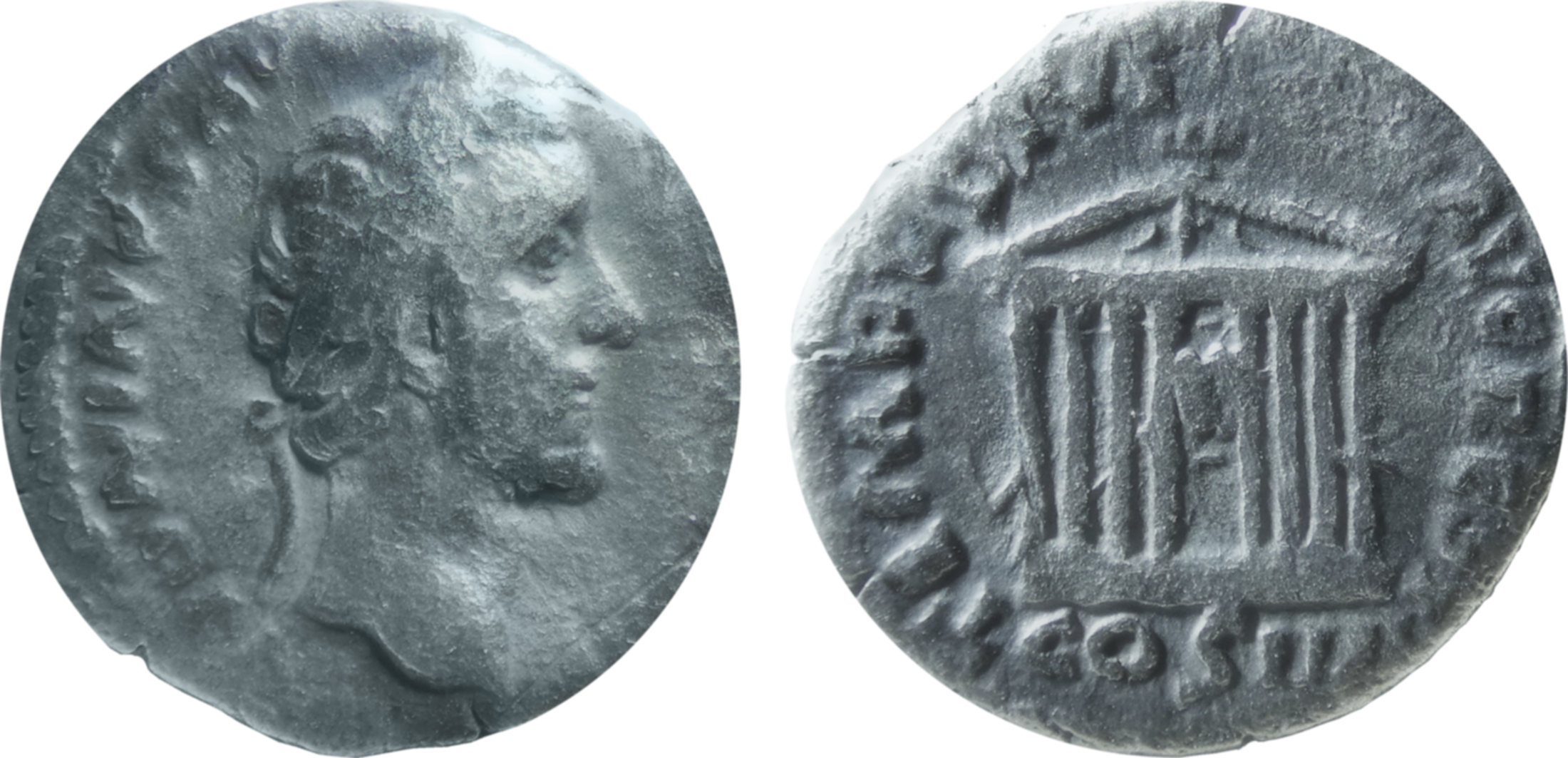
Храм Божественного Августа на денарії Антоніна Пія, 158 рік

Храми зустрічаються на монетах і медалях різних імператорів. Щоправда дослідники не завжди досягають згоди щодо того, які саме храми на них зображені.
На сестерції Тіберія (34-36 років н. е.) зображений первісний храм Августа до його реставрації Антоніном — шестиколонна споруда коринфського ордеру зі скульптурою над фронтоном, статуями Геракла й Меркурія на п'єдесталах біля сходів, статуєю Августа в целлі.
Близько 37–40 років н. е. з нагоди зведення або освячення храму Калігула викарбував бронзову монету. На ній бачимо шестиколонний портик іонічного ордеру, прикрашений гірляндами і скульптурами на фронтоні. За іншими твердженнями, це — храм Аполлона Палатина.
159 року н. е. на золотому ауреусі, срібному денарії і бронзовому сестерції Антоніна Пія викарбували відновлений ним восьмиколонний храм з коринфськими капітелями і статуями Августа й Лівії. На реверсі є легенда: «TEMPLVM DIV. AVG. REST.» (лат. Templum Divi Augusti Restitutori) або «AED DIVI AVG. REST.» (лат. Aedes Divi Augusti Restitutori) — Храм (будинок) Божественного Августа відновлено.